# 尤崇杓
尤崇杓（1932年—），男，福建福州人，中国生物化学家，曾任中国农业科学院原子能利用研究所研究员、博士生导师。